# Giovanni Block
Giovanni Block (Napoli, 21 marzo 1984) è un cantautore italiano.

## Biografia
Nel novembre 2008 Enrico deAngelis del Club Tenco, gli consegna il Premio Siae/Club Tenco come migliore autore emergente e nel giugno 2009 vince il primo premio assoluto del festival Musicultura, ricevendo inoltre un premio speciale dall'Università delle Marche per il miglior testo. Nel 2010 è il vincitore a Torino della prima edizione del premio Buscaglione.
Il suo primo disco, Un Posto Ideale, è Premio Lunezia e secondo classificato alla Targa Tenco 2012 come miglior disco dell'anno. Nel 2012 è inserito dal giornalista Gianni Mura tra i 100 nomi dell'anno de La Repubblica.
Nel 2016 produce artisticamente e arrangia il suo primo lavoro in lingua napoletana, SPOT, ricevendo due candidature per le Targhe Tenco (migliore album in dialetto e migliore canzone). 

## Discografia

### Album
- Un posto Ideale (2011) ( IncipitRecorsd / Egea Records )
- Spot (Senza Perdere O'Tiemp) (2016) - (Polosud Records - PS090)
- Le Metamorfosi di Nanni (2021) - (PolosudRecords - PS100)
- Retrò (2023) - (La canzonetta Record)

### EP
- L'uomo di Città (2006, EP)

### Compilation
- Premio Fabrizio de Andrè (2007, con il brano La mentalità)
- Premio Fabrizio de Andrè (2008, con il brano Canzone Occidente)
- Quelle piccole cose (2008, con il brano Le lune di Miele)
- Inediti di Luigi Tenco (2009, con il brano La ballata della Moda)
- Musicultura 2009 Compilation (2009, con il brano L'aquilone)
- La leva cantautorale degli anni zero (2010, con il brano Song for Pagnotta)

### Singoli
- 2012 - La moda del ritorno con Fabrizio Bosso
- 2012 - Lo Sguardo
- 2013 - La Mentalità con Fabrizio Bosso
- 2014 - Marabù Sekatonè Kalà
- 2016 - Tiempo 'e Viento con Alessio Arena e Batà
- 2016 - Senza Dicere Niente con Francesco Di Bella
- 2023 - Vi Odio
- 2023 - Sposami sul mare

### Premi ricevuti
- 2007 - Premio Sisme - Musicultura Festival
- 2007 - Premio Siae/ClubTenco al migliore cantautore emergente[1]
- 2007 - Vincitore della Targa Bigi Barbieri (premio per la canzone umoristica)[2]
- 2009 - Vincitore assoluto del festival Musicultura[3]
- 2009 - Targa dall'Università delle Marche per il miglior testo al Musicultura Festival
- 2010 - Primo Posto al Premio Buscaglione[4]
- 2012 - Premio Lunezia Future Stelle per il valore Musical-Letterario dell'album Un posto ideale[5]
- 2012 - Finalista Targa Tenco migliore "Opera Prima" con l'album d'esordio Un posto ideale[6].